# Lenzerheide
Lenzerheide/Lai (německy Lenzerheide, rétorománsky Lai) je vesnice ve švýcarském kantonu Graubünden, okresu Albula, součást obce Vaz/Obervaz. Nachází se asi 15 kilometrů jižně od kantonálního hlavního města Churu, v nadmořské výšce 1 473 metrů.
Lenzerheide je proslulé zejména jako středisko letních i zimních sportů – nachází se zde množství areálů pro nejrůznější druhy sportovního vyžití po celý rok. 

## Historie

Historický letecký snímek Lenzerheide (1947)

Vesnice Lenzerheide vznikla až ve druhé polovině 19. století. V 15. a 16. století se na Parpaner Rothorn těžila ruda. Až do konce 19. století bylo Lenzerheide především letním hospodářstvím zemědělců z Obervazu. Každý rok v červnu se konal trh Obervazer Heide. Skromný hostinec existoval již v roce 1799. V roce 1854 postavil Toni Lenz první kamenný dům, v němž se nacházel hostinec na náměstí a pošta. Rodina Lenz byla první rodinou z Obervazu, která žila celoročně v tzv. Maiensässweiler Lai. Z jejich příjmení vychází také dnešní název sídla. V obci Canols u Heidsee žila rodina Moserových v dřevěném příbytku, který jim poskytla obec. Ještě v 90. letech 19. století provozoval tuto živnost o něco východněji od dnešního Heidsee možný potomek této rodiny jménem Ziegler.
V 60. letech 19. století si Dr. Luzius a Maria Ursula Brügger-Jochbergovi zvolili Lenzerheide za své letní sídlo. V roce 1874 si několik zemědělců z vesnice Lai otevřelo horskou mlékárnu. V červnu 1887 v tomto domě pobýval Friedrich Nietzsche a napsal zde fragment „Evropský nihilismus“. 24. června 1882 otevřel Joachim Cantieni-Parpan hotel Kurhaus s 30 lůžky. V roce 1888 postavil Johann Fidel Rischatsch-Bläsi hotel Post, později Lenzerhorn. Výstavba prvního katolického kostela v roce 1886 byla posledním krokem k vytvoření nové vesnické komunity. V následujících letech si rodiny z Churu postavily letní vily v Lai a Canols a některé zemědělské rodiny z rodových frakcí Vaz/Obervaz se také rozhodly žít na svých letních usedlostech po celý rok. Lázeňská činnost byla zpočátku omezena na léto. Zimní provoz, zpočátku v nevytápěných místnostech, byl zahájen v 90. letech 19. století.
Od roku 1911 do roku 1939 začalo rozšiřování výše uvedených objektů a výstavba dalších hotelů a obytných a rekreačních domů. V roce 1936 byla otevřena první „Funibahn“ z Val Sporz do Tgantieni. Skutečný rozmach obce jako turistického střediska s letním i zimním provozem přineslo v roce 1942 zprovoznění prvních lyžařských vleků. Druhá světová válka vedla k velkému útlumu hotelnictví a rozvoje obce. Přibližně od roku 1950 začal boom výstavby rekreačních domů a druhých domů, který pokračoval v nezmenšené míře až do 1. ledna 2016, kdy vstoupil v platnost spolkový zákon o druhých domech.
V roce 1954 zemřela v Lenzerheide lucemburská kněžna Antonie.

## Ekonomika a turismus

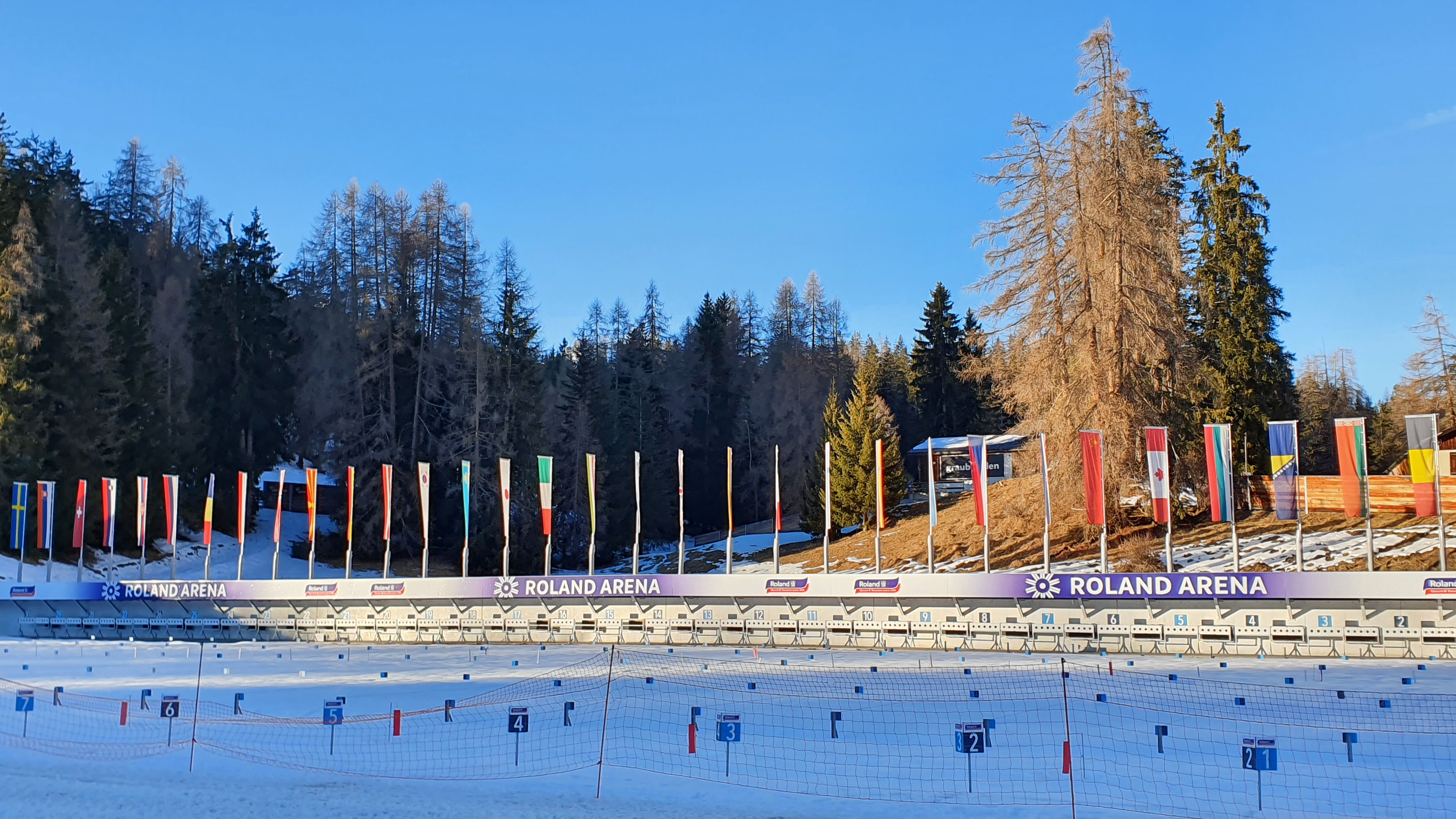
Biatlonová aréna v Lenzerheide

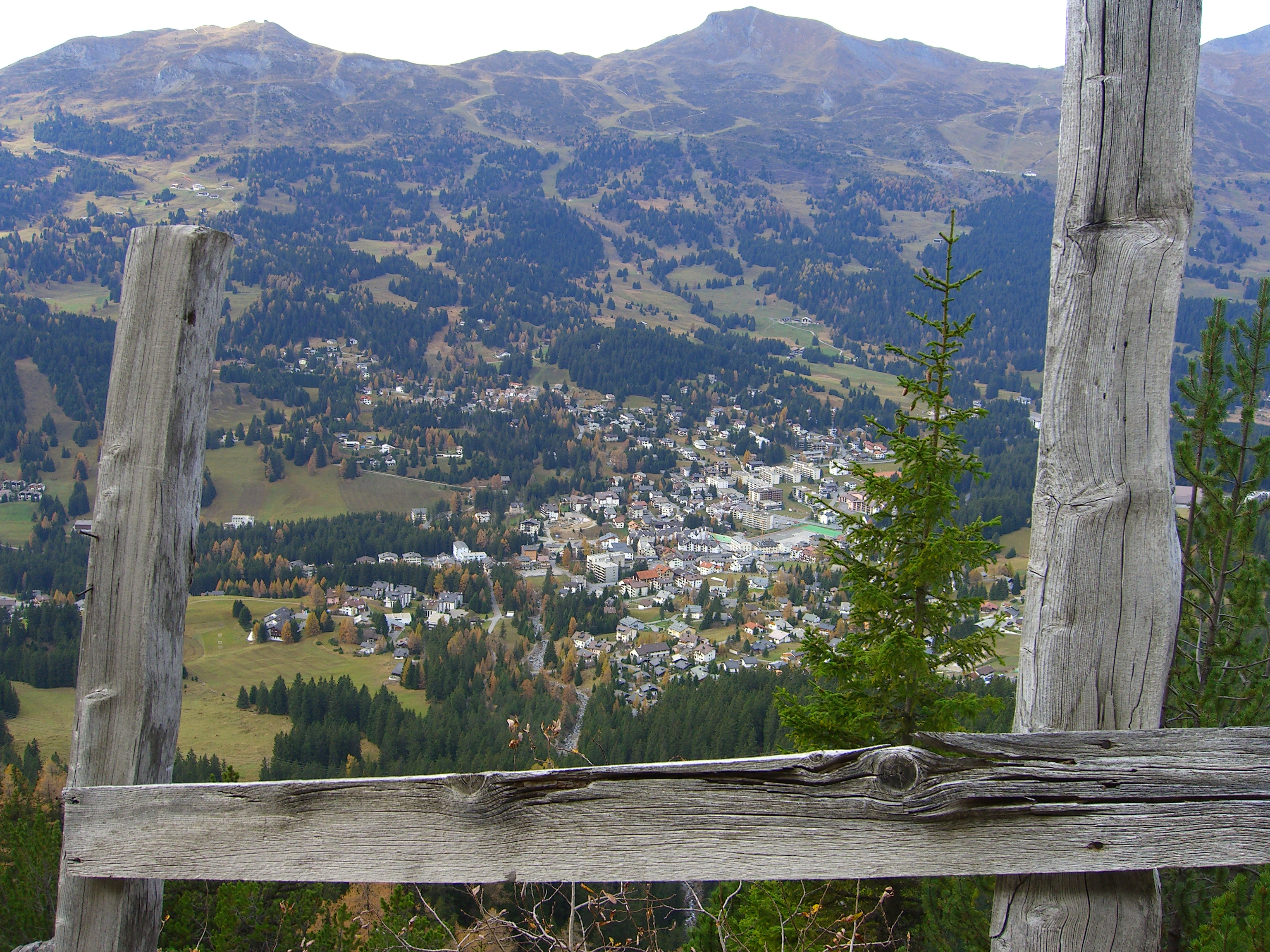
Pohled na středisko z okolních vrchů

Hlavními hospodářskými odvětvími jsou zimní a letní turistika, stavebnictví a zemědělství. V létě je oblast oblíbená pro rodinnou dovolenou a nejrůznější sporty. K letním atrakcím patří zejména jezero Heidsee (koupání, surfování, rybaření), speciálně značené trasy pro horská kola až do výšky 2 000 m a golf na osmnáctijamkovém hřišti.
V roce 2007 bylo v Lenzerheide zaznamenáno více než 1,1 milionu přenocování v hotelech a penzionech. Lanovka Rothorn a sedačková lanovka Scalottas dopraví turisty přímo do srdce turistických oblastí. Horská trasa z Parpaner Rothorn přes Urdensee nebo Älplisee do Arosy (cca 6 hodin) a odtud dále do Davosu se nazývá „Mittelbündenská panoramatická trasa“. Lenzerheide Bergbahnen AG, která vznikla sloučením několika horských provozovatelů lanovek, je dnes jednou z největších společností lanových drah ve Švýcarsku. Přepravní nabídka zahrnuje třináct různých vleků na obou stranách údolí s přepravní kapacitou více než 8 000 osob za hodinu pro snowboardisty i lyžaře. Propojení lyžařského areálu Arosa-Lenzerheide bylo původně v červnu 2008 zamítnuto, po zásadní revizi projektu však dal koncem listopadu 2011 starosta obce Vaz/Obervaz zelenou. Spojení bylo otevřeno v polovině ledna 2014.
Na sjezdovkách Světového poháru schválených Mezinárodní lyžařskou federací (FIS) se konají závody ve všech alpských disciplínách pro ženy i muže. Proto je Lenzerheide oblíbeným místem konání finále Světového poháru (2005, 2007, 2011, 2013, 2014, 2021). Celková délka sjezdovek všech obtížností v celé oblasti Arosa-Lenzerheide je přibližně 225 km. Nachází se zde také velká přírodní ledová plocha, veřejný krytý bazén a 56 km běžeckých tratí. 26. dubna 2013 byla zahájena výstavba nové biatlonové arény Lenzerheide, která slouží jako tréninkové centrum pro biatlonisty a běžce na lyžích a jako místo konání mezinárodních závodů. V lednu 2016 se zde konala Tour de Ski.
Nově se zde začínají pořádat závody světového poháru v biatlonu - konkrétně v letech 2022/23 až 2025/26.  Podle rozhodnutí Mezinárodní biatlonové unie (IBU) z listopadu 2020 se zde koná Mistrovství světa v biatlonu 2025.
Od roku 2012 je Lenzerheide jedním z míst konání Evropského poháru ve snowboardingu. Lenzerheide je tranzitním a (od roku 2013) výchozím bodem švýcarské horské pěší stezky Irontrail.